# 뤄샤오이
뤄샤오이(罗小伊, 1991년 10월 23일 ~ ), 활동명 난성(南笙)은 중국의 모델, 배우이다.
중국의 쇼핑몰 타오바오왕에서 피팅 모델로 활동하였다. 2012년에 양쪽으로 땋은 머리에 중국 전통 의상을 입은 사진을 인터넷에 올렸는데, 이 사진이 인터넷을 통해 중국 전역에 퍼지게 되면서 하루아침에 대스타가 되었다. 그것을 계기로 소속사와 계약해 모델과 배우로 활동하게 되었다.

## 활동 작품

### 드라마
| 연도 | 제목         | 역할       | 비고 |
| ---- | ------------ | ---------- | ---- |
| 2013 | 《기묘세기》 | 쯔뤄       |      |
| 2014 | 《두호비문》 | 룽아이메이 |      |
| 2015 | 《충진기연》 | 바이쯔펑   |      |
| 2016 | 《반요경성》 | 샤오핑     |      |

### 영화
| 연도 | 제목                      | 역할     | 비고 |
| ---- | ------------------------- | -------- | ---- |
| 2015 | 《A측시》                 | 완첸     |      |
| 2015 | 《금석애적생》            | 진시     |      |
| 2015 | 《향북방》                | 샤오아이 |      |
| 2015 | 《심조여신·교아의》       | 아자오   |      |
| 2016 | 《반숙소녀》              | 난신     |      |
| 2019 | 《청사: 낙천결계》        | 소유     |      |
| 2020 | 《신기질: 중원의 결사대》 |          |      |